# Coupe de France féminine de volley-ball 2012-2013
Navigation
Coupe de France 2011-2012 Coupe de France 2013-2014

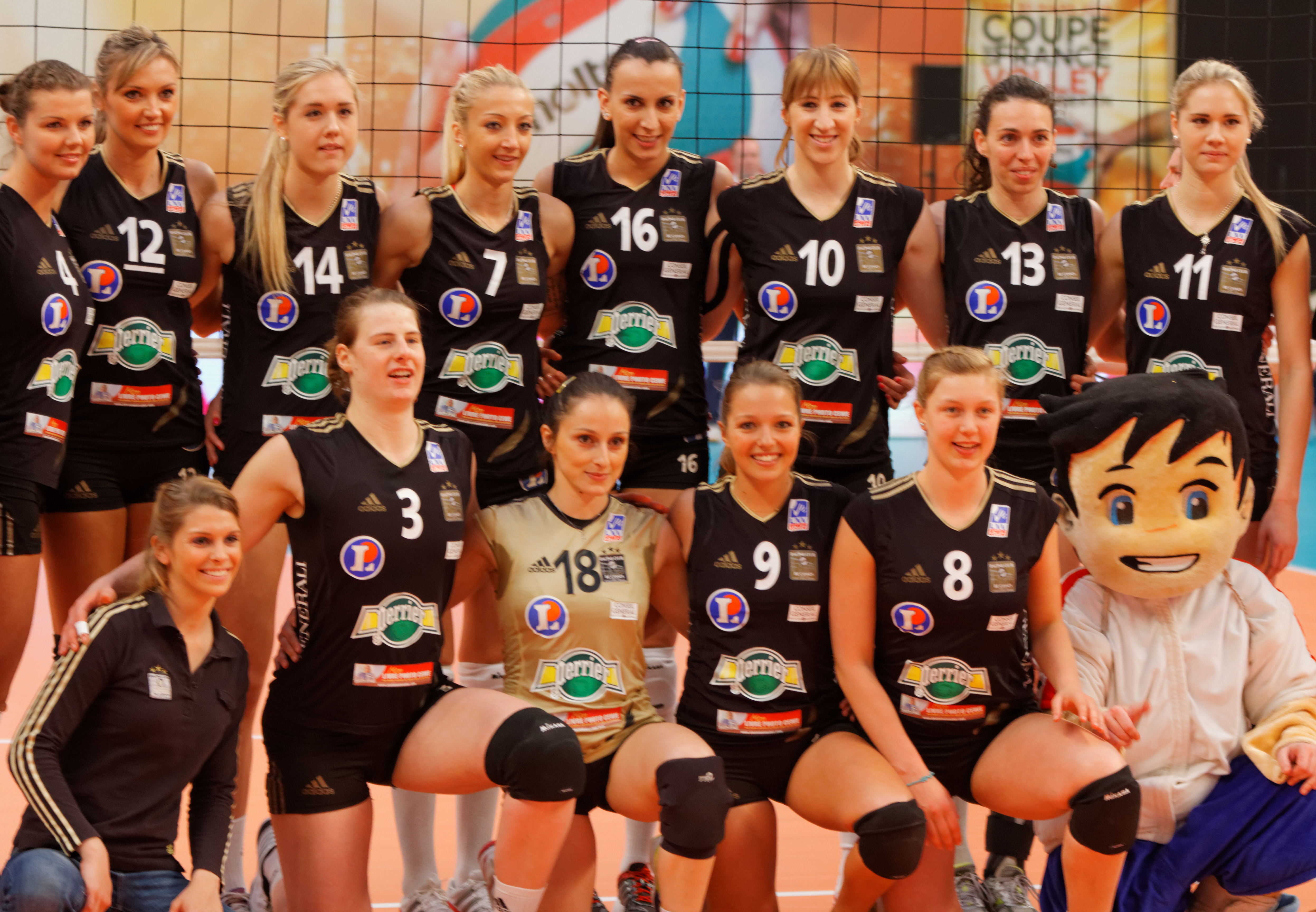
L'équipe du RC Cannes vainqueur de la Coupe de France 2013

La Coupe de France féminine de volley-ball 2012-2013 est la 27e édition de la Coupe de France, compétition à élimination directe mettant aux prises des clubs de volley-ball affiliés à la Fédération française de volley-ball. La Coupe de France qualifie dorénavant pour la Ligue des champions 2013-2014 (1re coupe européenne).
Pour la première fois cette année, il existe la Coupe de France amateur à laquelle participent toutes les équipes des niveaux DEF, Nationale 1, Nationale 2 et Nationale 3 excepté les équipes réserves.

## Listes des équipes en compétition
| - Ligue A - USSP Albi - Béziers VB - SES Calais - RC Cannes - ES Le Cannet-Rocheville - Évreux VB - Hainaut Volley - Istres OP - ASPTT Mulhouse - Nantes Volley - Stade-Français-Saint-Cloud - Venelles VB | - DEF - Quimper Volley 29 - AS Saint-Raphaël - Terville FOC - Vandœuvre-Nancy VB |

## Phase finale
|  | Demi-finales                              | Demi-finales                              |            |   | Finale                                  | Finale                                  |
|  | Demi-finales                              | Demi-finales                              |            |   | Finale                                  | Finale                                  |
|  |                                           |                                           |            |   |                                         |                                         |
|  | 19 février, 25-20 19-25 15-25 25-21 16-18 | 19 février, 25-20 19-25 15-25 25-21 16-18 |            |   | Paris, 30 mars, 26-24 15-25 20-25 21-25 | Paris, 30 mars, 26-24 15-25 20-25 21-25 |
|  | 19 février, 25-20 19-25 15-25 25-21 16-18 | 19 février, 25-20 19-25 15-25 25-21 16-18 |            |   | Paris, 30 mars, 26-24 15-25 20-25 21-25 | Paris, 30 mars, 26-24 15-25 20-25 21-25 |
|  | Nantes Volley                             | 2                                         |            |   | Paris, 30 mars, 26-24 15-25 20-25 21-25 | Paris, 30 mars, 26-24 15-25 20-25 21-25 |
|  | Nantes Volley                             | 2                                         |            |   | Paris, 30 mars, 26-24 15-25 20-25 21-25 | Paris, 30 mars, 26-24 15-25 20-25 21-25 |
|  | SES Calais                                | 3                                         |            |   | Paris, 30 mars, 26-24 15-25 20-25 21-25 | Paris, 30 mars, 26-24 15-25 20-25 21-25 |
|  | SES Calais                                | 3                                         | SES Calais | 1 |                                         |                                         |
|  | 19 février, 21-25 15-25 11-25             |                                           | SES Calais | 1 |                                         |                                         |
|  |                                           | RC Cannes                                 | 3          |   |                                         |                                         |
|  | Le Cannet-Rocheville                      | RC Cannes                                 | 3          | 0 |                                         |                                         |
|  | Le Cannet-Rocheville                      |                                           |            | 0 |                                         |                                         |
|  | RC Cannes                                 | 3                                         |            |   |                                         |                                         |
|  | RC Cannes                                 | 3                                         |            |   |                                         |                                         |

## Galerie

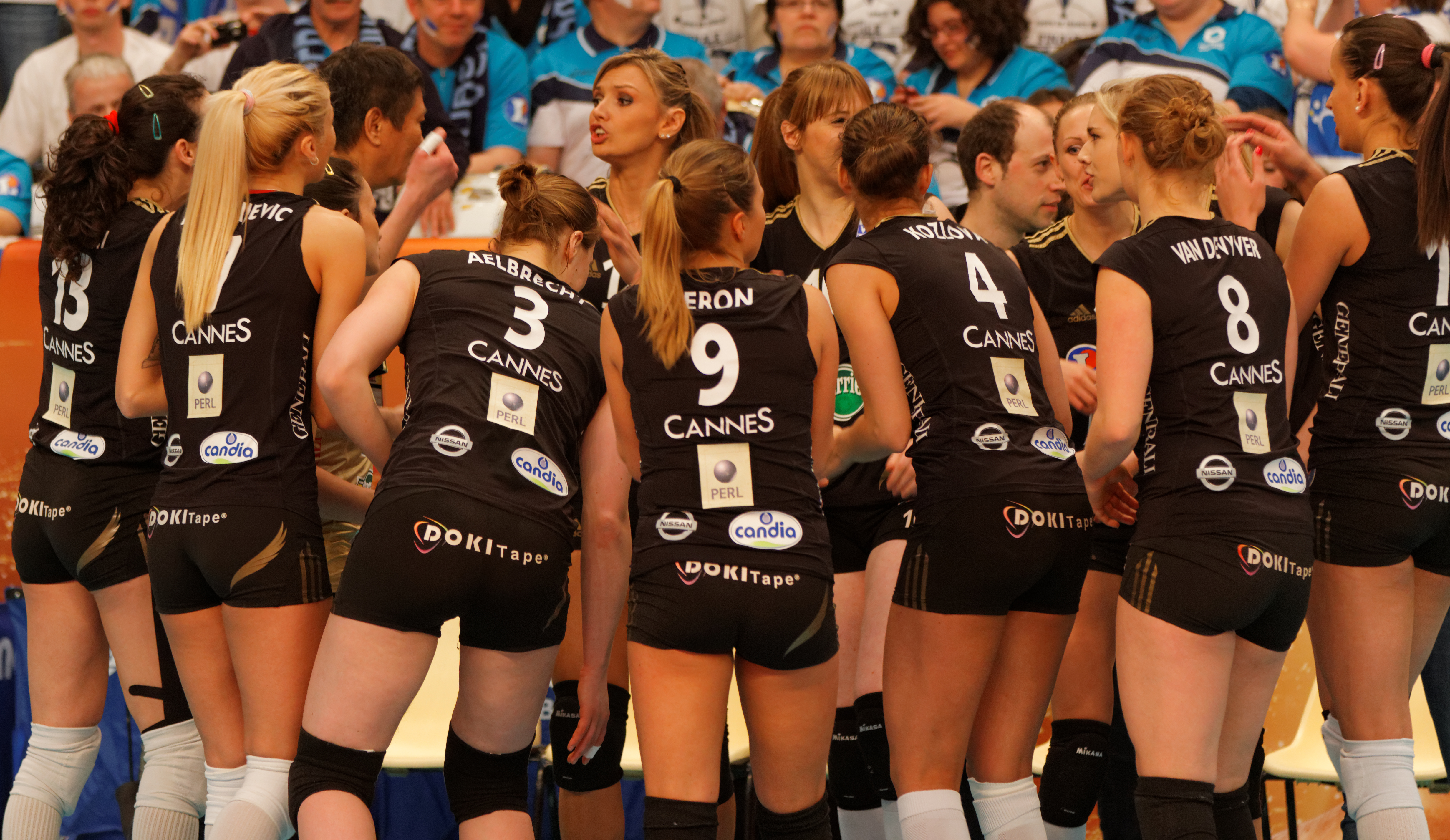
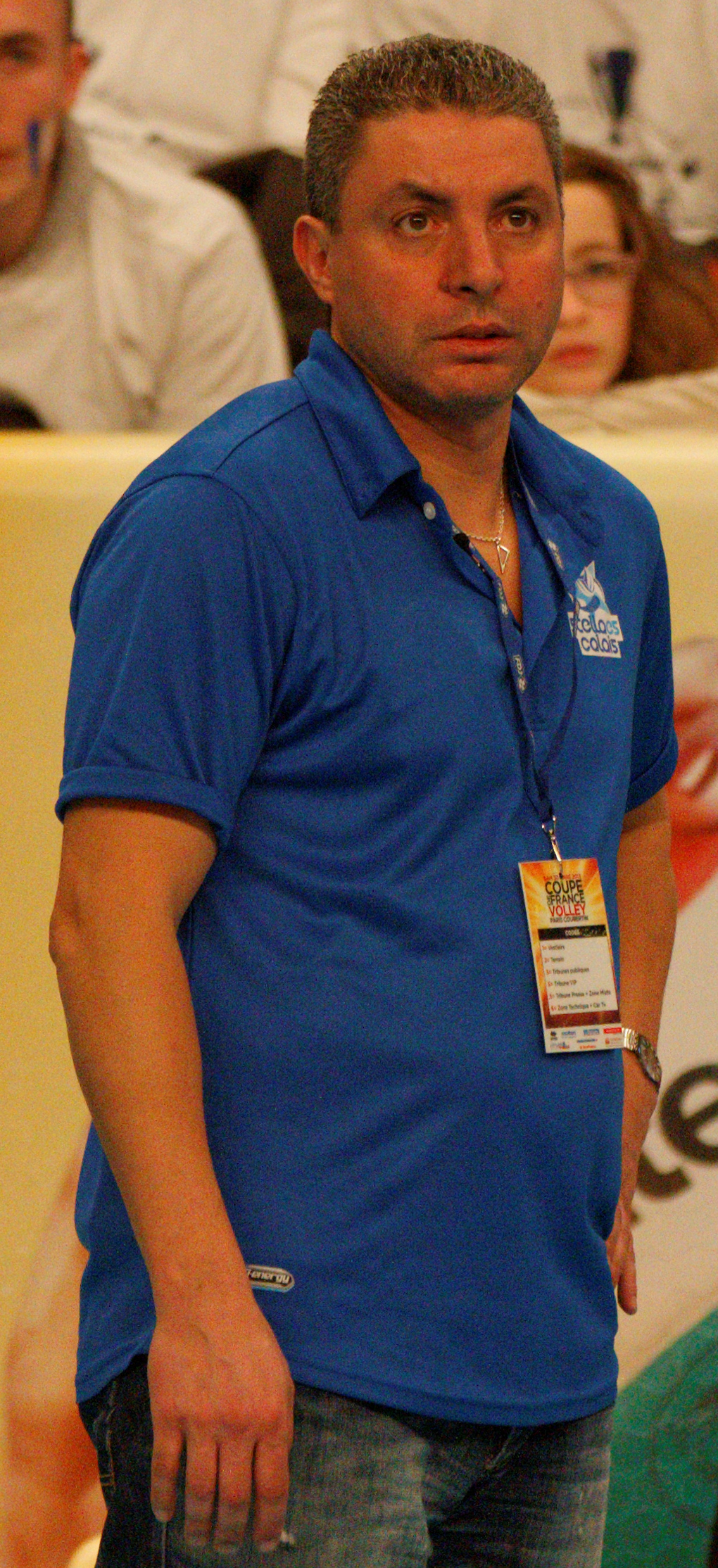
Badis Oukarache
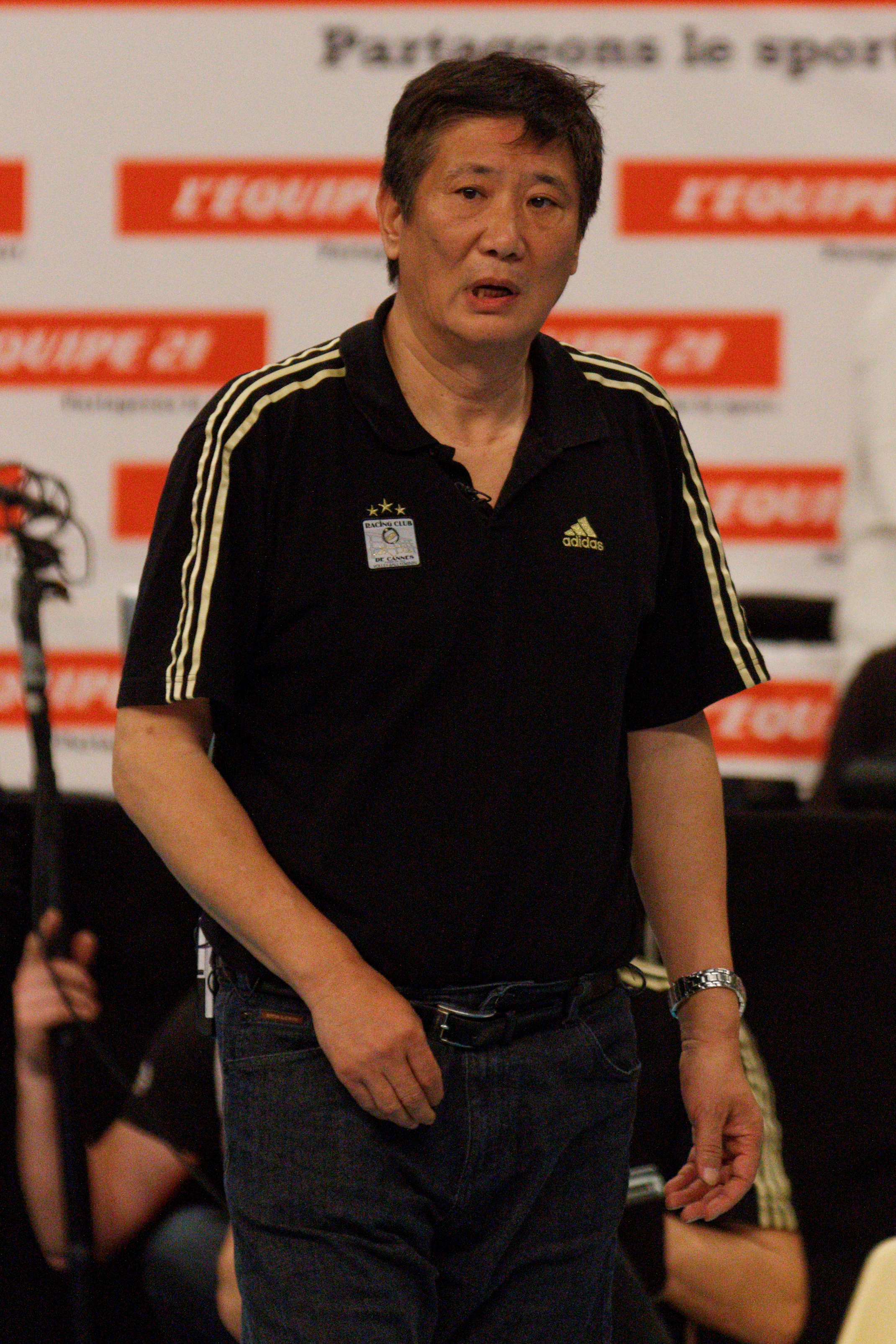
Yan Fang
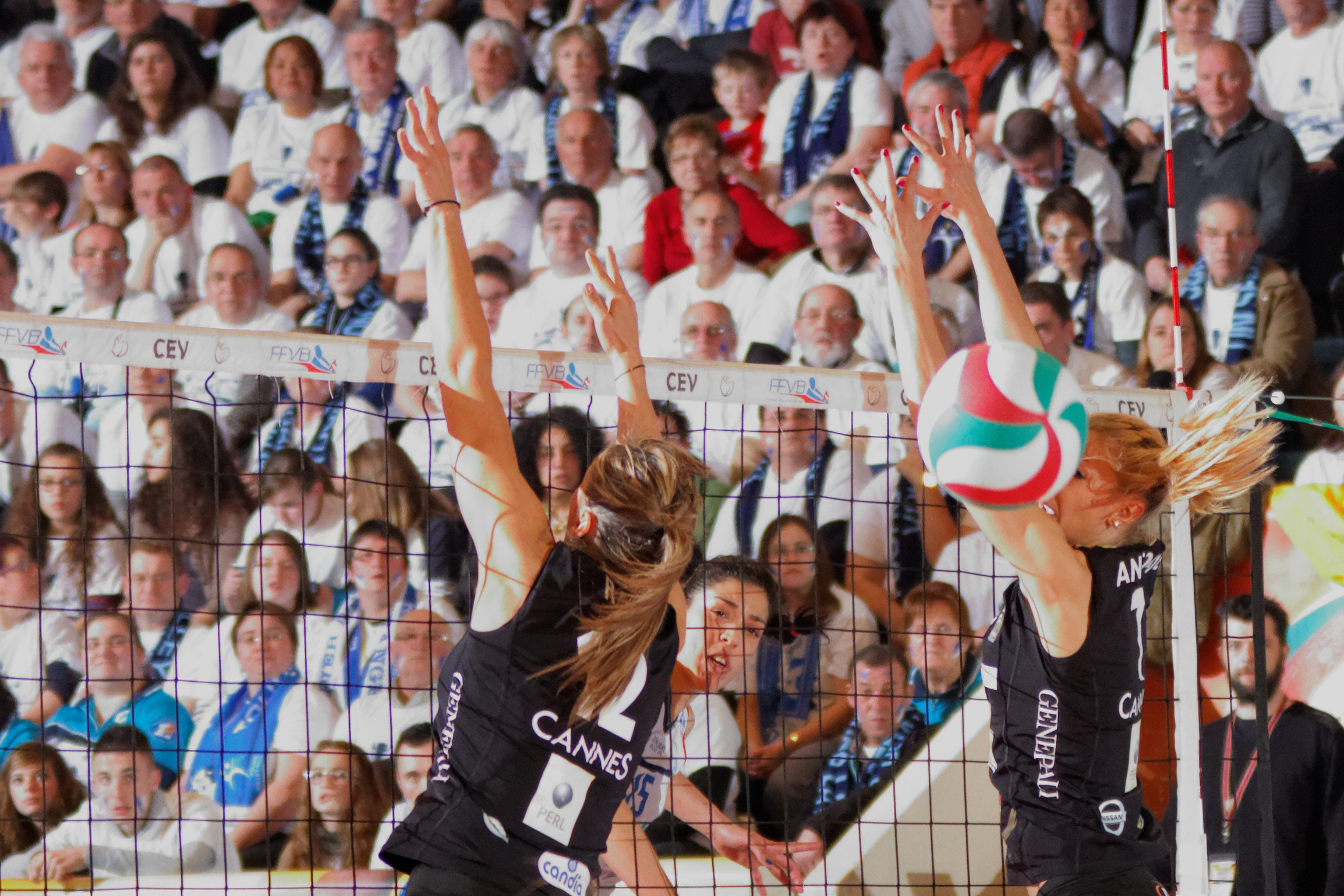
Le public
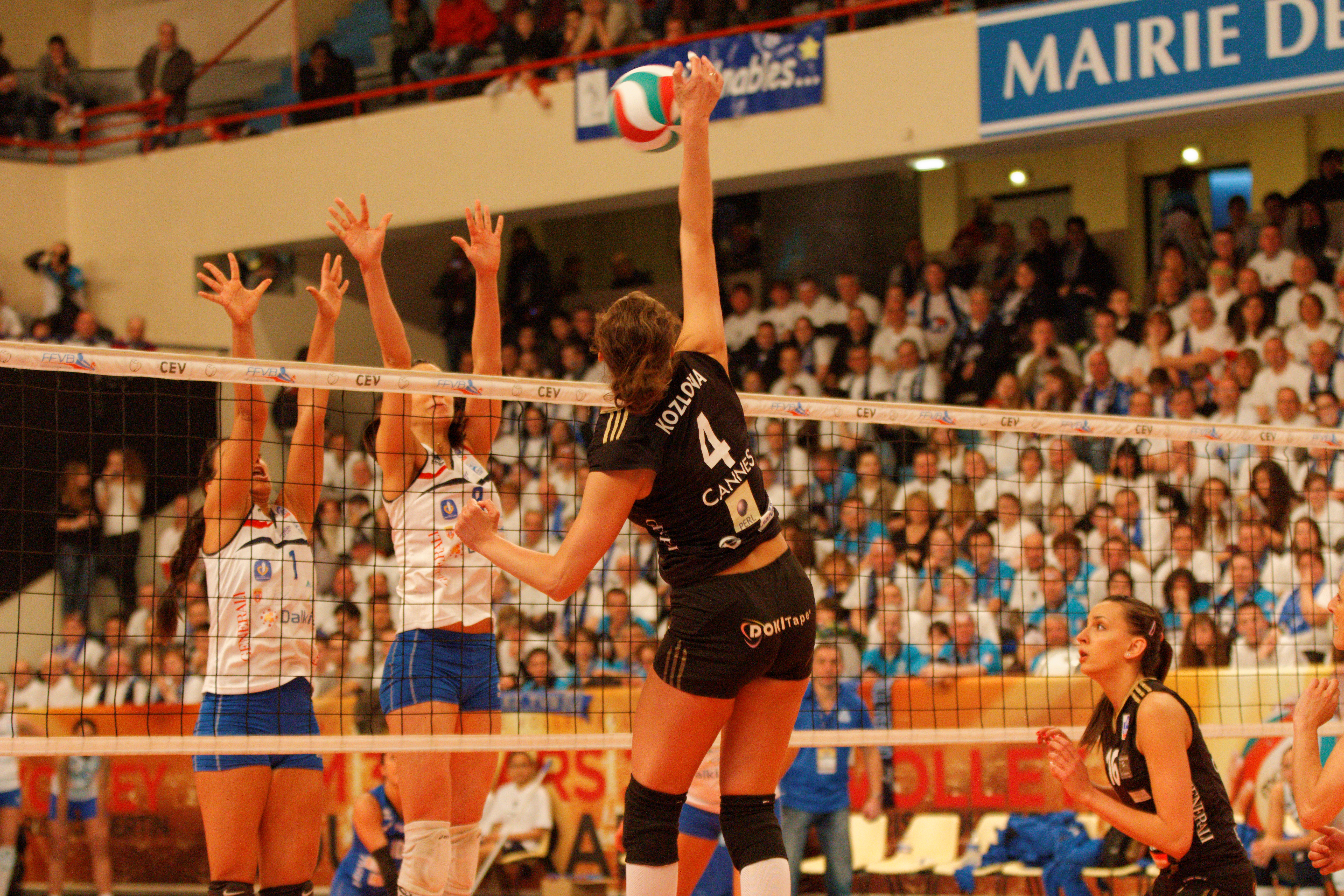
Le "mur" calaisien
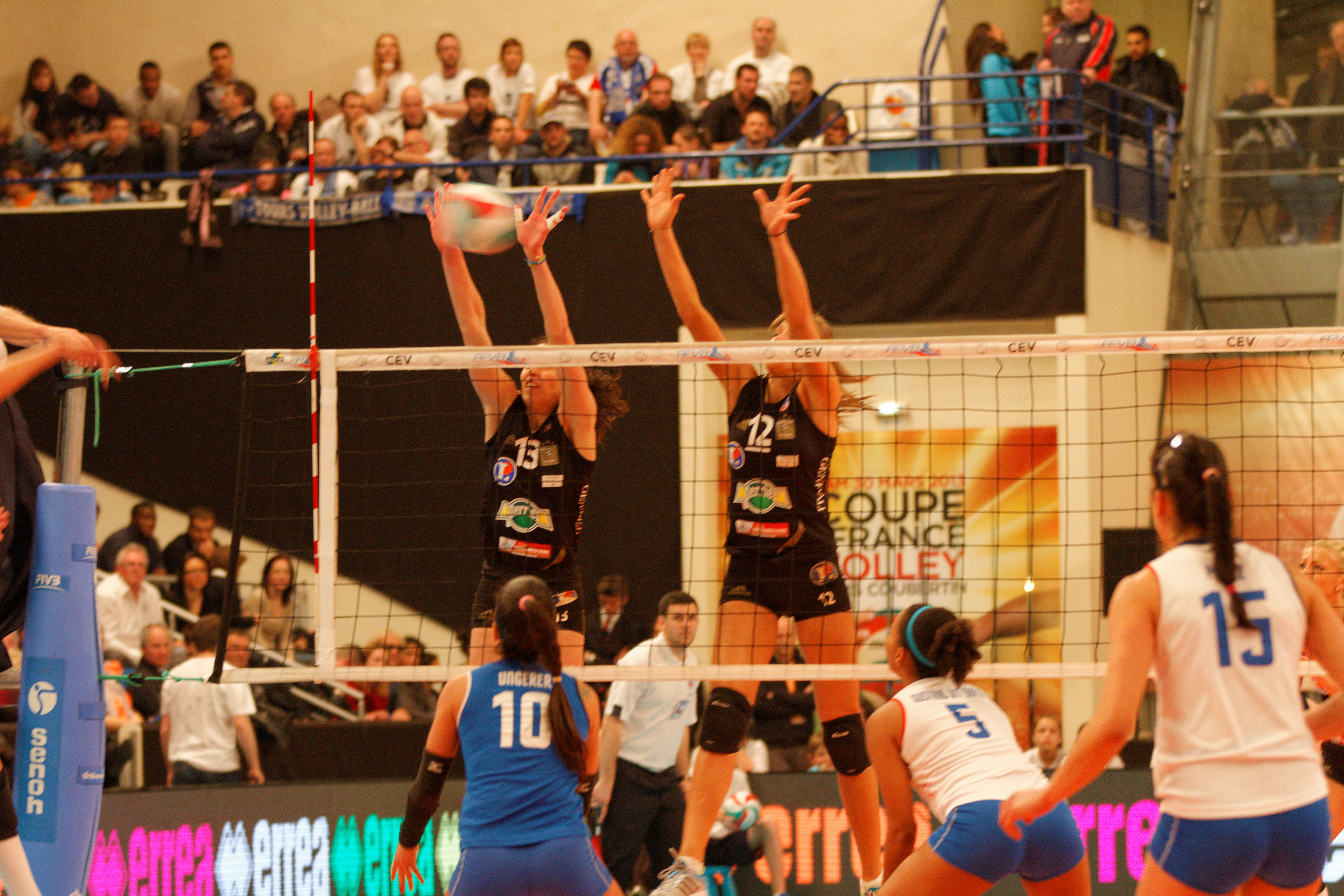
Le "mur" cannois